# 陈海仪
陈海仪（1973年11月—），广东罗定人，汉族，中国共产党党员。中华人民共和国政治人物，現任广州市中级人民法院少年家事审判庭庭长，第十三届全国人民代表大会广东地区代表。

## 生平
2018年2月24日，当选为第十三届全国人大代表。

## 榮譽
- 2018年，獲全国三八红旗手稱號[2]。
- 2020年，獲全国先进工作者稱號[3]。
- 2021年6月，獲中共广东省委授予广东省优秀共产党员稱號[4]。